# 多治比若日売
多治比 若日売（たじひ の わかひめ、生年不明 - 天応2年6月17日（782年7月31日））は、奈良時代の女官。姓は真人。位階は従四位下。名は若日・若日女とも表記される。

## 生涯
聖武朝末年の天平21年（749年）4月、陸奥国産金の報告のための東大寺への行幸の日に、藤原百能・藤原家子らとともに無位から従五位下に叙される。それからしばらく昇進の記録が見られないが、天平神護2年12月（767年1月）の称徳天皇の西大寺行幸の折に昇叙され、正五位下になる。光仁朝の宝亀7年（776年）正月の従四位下が最高位となる。その後、後宮を退き、天応2年（782年）6月、散事で卒去。

## 官歴
『続日本紀』による
- 天平21年（749年）4月1日：従五位下
- 天平神護2年12月12日（767年1月16日）：正五位下
- 宝亀7年（776年）正月26日：従四位下
- 時期不詳：散事
- 天応2年（782年）6月17日：卒去